# Сарыкум
Сарыку́м или Сары-Ку́м (кум. Сари хум, что означает «Желтый песок») — крупнейший песчаный бархан в Европе, расположен в Кумторкалинском районе Дагестана, Российская Федерация. Это одна из крупнейших песчаных дюн в Евразии. Дюна находится на охраняемой территории, в составе Дагестанского заповедника, который был создан 9 января 1987 года. Дюна являлась местом съёмки для фильма «Белое солнце пустыни».

## Этимология
Название Сары-Кум или Сары-Хум имеет тюркское происхождение, так, с кумыкского кум (хум) — «песок», а сары — «жёлтый», то есть Сары-Кум — «жёлто-песчаная».

## География
Бархан расположен примерно в 18 километрах к северо-западу от Махачкалы. Сарыкум является высокой дюной в Сарыкумских барханах, которая простирается ниже северных склонов хребта Нарат-Тюбе.
Сарыкумский бархан очень старый. Имея длину приблизительно 3 километра и площадь 1175 га (2900 акров), высота самой высокой вершины может варьироваться от 213 метров до 262 метров.
Северная часть бархана Сарыкум постепенно переходит в глинистую полынную степь, южная часть замыкает хребет Нарат-Тюбе.
Бархан расположен на левом берегу реки Шура-озень.

## Версия происхождения
Учёные XIX—XX веков: Барбет де Марник, Пастухов, Майоров и другие считают, что бархан образовался в результате действия ветров, которые на протяжении миллионов лет выдули песок на место, где сейчас расположен бархан.
По мнению других учёных, пески этого бархана являются следствием разрушения песчаников окрестных гор.

## Флора
Бархан Сарыкум является убежищем для пустынной флоры в регионе. Существует до 279 видов редких растений, в том числе несколько эндемичных, таких как Ирис остродольный, арахис Шишкина (Senecio schischkinii), Karakugen milkvetch, Астрагал каракугинский и Безвременник весёлый. Наряду с пустынными видами, можно встретить гидрофильные виды растений: небольшие заросли тростника, луговые растения, рощицы из тополя, ивы. Объясняется это не столько близостью реки, сколько интересным свойством песчаной горы накапливать влагу и быть естественным хранилищем огромных объемов воды, запасы которой не иссякают даже в самый сухой период года.

## Фауна
Бархан Сарыкум является домом для более тысячи видов разных животных. По оценкам энтомологов на бархане обитает более тысячи видов дневных и ночных бабочек. В окрестностях бархана и у прилегающих к нему склонов хребта Нарат-Тюбе насчитывает около 170 видов птиц, среди которых очень много видов, занесённых в Красную книгу России — чёрный аист, змееяд, курганник, европейский тювик, стервятник, белоголовый сип, черный гриф, беркут, степная пустельга, стрепет, филин и др. Из млекопитающих можно встретить: ежа, барсука, волка, зайца-русака, мохноногого тушканчика, лисицу и летучих мышей. Также Сарыкум является домом для гюрзы — самой большой ядовитой змеи России, встречаются кошачьи змеи, ушастая круглоголовка, священный скарабей и другие виды животных.